# 施瓦本哈尔
施瓦本哈尔（發音：[ˌʃvɛːbɪʃ ˈhal] ⓘ）是德国巴登-符腾堡州斯图加特行政区施瓦本哈尔县的城市，也是施瓦本哈尔县的县治，面积104.19平方千米，2023年12月31日人口为42,743人。

## 地名
“Schwäbisch”指的是士瓦本同盟（Schwäbischer Bund）。“Hall”的起源尚不清楚，可能源自西日耳曼语，意为“通过加热使某物干燥”，可能指的是当地一直使用的敞锅制盐法，这一制盐法一直使用至1925年盐场关闭。
1802年—1934年间，该市官方名称为“哈尔”（Hall）。

## 友好城市
施瓦本哈尔与以下城市结为友好城市：
- 法國 埃皮纳勒（1964年）
- 英格兰 拉夫堡（1966年）
- 芬兰 拉彭兰塔（1985年）
- 德国 新施特雷利茨（1988年）
- 波蘭 扎莫希奇（1989年）
- 土耳其 巴勒克埃西爾（2006年）